# Louky nad Olší
Louky (deutsch Lonkau, Lenkau, polnisch Łąki, auch Łęki, Łąka) ist ein Ortsteil der Stadt Karviná im Okres Karviná in Tschechien. Louky liegt im Ostrauer Becken, halbwegs zwischen dem Stadtzentrum von Fryštát und Těšín, am linken Ufer der Olsa.

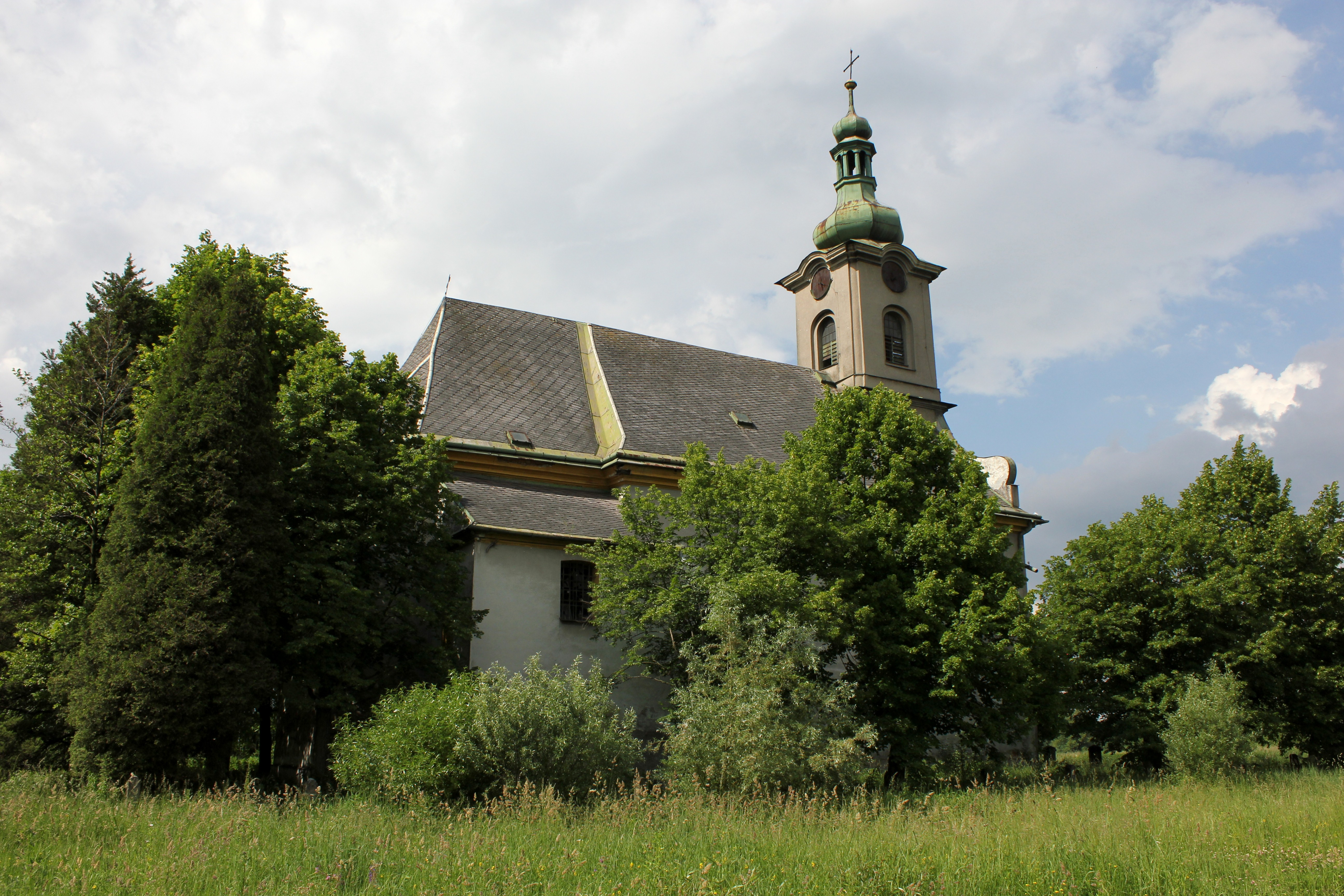
Die alte Kirche in Louky

## Geschichte
Auf den Karten aus dem frühen 19. Jahrhundert kann man einen Rundling in Lonkau erkennen (wo am zentralen Platz die Kirche gebaut wurde), die mit der frühmittelalterlichen slawischen Besiedlung verbunden war, also das Dorf könnte viel älter als die erste Erwähnung sein.
Der Ort im Herzogtum Teschen, unter der Lehensherrschaft des Königreichs Böhmen (seit 1526 gehörte es zur Habsburgermonarchie) wurde im Jahr 1450 als Lanky erstmals urkundlich erwähnt. Der Ortsname schwankte oft zwischen den pluralen (-i/y) und singularen Formen (-a), sowie zwischen den Namen, der die Wiese(n) (tschechisch Louka/Louky; polnisch Łąka, Łąki) oder Flussaue/Flussbiegung(en) (polnisch Łęka/Łęki) bezeichnete. Beide gehen auf die urslawische *lǫk//*luk zurück. Dies spiegelte sich auch in den eingedeutschten Namen Lenkau/Lonkau, sowie bis heute in den Teschener Mundarten, in dem der Name als Łynki, Łónki, Łynk oder Łónk ausgesprochen wurde. Nach Walter Kuhn, einem eifrigen Forscher des Deutschtums im Teschener Schlesien, soll es ein Teil der Freistädter deutschen Sprachinsel im Mittelalter gewesen sein, die acht Dörfer umfasste, weil noch im Jahr 1571 9 der 15 Bauern deutschnamig waren. Anderer Meinung ist Idzi Panic, nach dem das Dorf – implizit auf dem polnischstämmigen Ortsnamen basierend – immer polnischsprachig war.
Im Jahre 1573 entstand die Freie Standesherrschaft von Freistadt, der das Dorf unterstand. Nach dem Tod des ersten Besitzers, Wenzel Zikan von Slupska, wurde die Herrschaft in Ray mit Darkau und Lonkau ausgegliedert, und wurde danach oft in verschiedenen Händen erworben. 
1654 wurde eine hölzerne Filialkirche von Teschen in Lanky/Lengi erstmals erwähnt. 1785 wurde sie zum Sitz einer Lokalie, ab 1818 in neuer gemauerten Kirche.
In der Beschreibung Teschener Schlesiens von Reginald Kneifl im Jahr 1804 (meistens Stand aus dem Jahr 1799) war Lonkau, polnisch Lenky, ein Dorf in der freien Minder-Standesherrschaft Roy, im Teschner Kreis. Das Dorf hatte 90 Häuser mit 470 schlesisch-polnischen Einwohnern.
Nach der Aufhebung der Patrimonialherrschaften bildete Lonkau ab 1850 eine Gemeinde in Österreichisch-Schlesien, Bezirk Teschen und ab 1868 im Bezirk Freistadt. Derweil nahm die ethnographische Gruppe der schlesischen Lachen (Untergruppe der Schlesier) deutliche Gestalt an, wohnhaft in Lonkau, traditionell Teschener Mundarten sprechend. 1871 wurde die Kaschau-Oderberger Bahn durch das Dorf eröffnet.
1918, nach dem Zusammenbruch der k.u.k. Monarchie, wurde das Gebiet von Teschen strittig. Am 5. November laut dem Vergleich zwischen polnischen und tschechischen Nationalräten wurde Darków ein Teil Polens. Die tschechoslowakische Regierung erkannte den Vergleich nicht an. Nach dem Polnisch-Tschechoslowakischen Grenzkrieg, einer nicht verwirklichten Volksabstimmung, sowie der Entscheidung des Botschafterrats der Siegermächte am 28. Juli 1920 wurde der Ort unter dem Namen Louky ein Teil der Tschechoslowakei und des Bezirks Karviná.
1938 wurde Louky an Polen angeschlossen und kam im Jahre darauf nach der Besetzung Polens zum Deutschen Reich (Landkreis Teschen).
Nach 1959 wurde die moderne Zeche ČSM gleich hinter der westlichen Grenze von Louky, in Stonava, eröffnet. In den 1980er folgte das Kopalnia Węgla Kamiennego Morcinek, auf dem polnischen Ufer der Olsa, in Kaczyce. 1975 wurde Louky als der letzte Stadtteil nach Karviná eingemeindet. Wegen der Bergschäden wurde das alte Zentrum des Dorfs abgerissen, obwohl die alte Kirche noch steht, ist sie unstabil und verschlossen. Die neue Bebauung des Stadtteils mit einer neuen Kirche befindet sich an der Stelle des ehemaligen Weilers Zátiší (Zacisze) im Süden.

### Einwohnerentwicklung
| Jahr       | 1869 | 1880 | 1890 | 1900 | 1910 | 1921 | 1930 | 1950 | 1961 | 1970 | 1980 | 1991 | 2001 |
| ---------- | ---- | ---- | ---- | ---- | ---- | ---- | ---- | ---- | ---- | ---- | ---- | ---- | ---- |
| Einwohnern | 880  | 917  | 1112 | 1349 | 1792 | 2011 | 2237 | 2293 | 2535 | 2532 | 1680 | 668  | 453  |

1. ↑  Darunter: 893 (97,3 %) polnischsprachig, 17 (1,9 %) deutschsprachig, 7 (0,8 %) tschechischsprachig;
2. ↑  Darunter: 1081 (97,2 %) polnischsprachig, 28 (2,5 %) deutschsprachig, 3 (0,3 %) tschechischsprachig;
3. ↑  Darunter: 1327 (98,6 %) polnischsprachig, 16 (1,2 %) deutschsprachig, 3 (0,2 %) tschechischsprachig;
4. ↑  Darunter: 1749 (97,9 %) polnischsprachig, 20 (1,1 %) deutschsprachig, 17 (1 %) tschechischsprachig; 1687 (94,2 %) römisch-katholisch, 68 (3,8 %) evangelisch;